# Paula-Irene Villa Braslavsky
Paula-Irene Villa Braslavsky (Santiago de Xile, 11 d'agost de 1968) és una sociòloga argentinoalemanya especialitzada en estudis de gènere. És filla de la química Silvia Braslavsky i neta de la pedagoga argentina Berta Perelstein de Braslavsky.

## Trajectòria
Va fer estudis de màster en Ciències Socials a la Universitat Ruhr de Bochum i a la Universitat de Buenos Aires, investigant sobre relacions de gènere i canvi social.
És titular d'una càtedra a l'Institut de Sociologia de la Universitat de Múnic. Anteriorment, va ser professora associada del departament de Sociologia i Psicologia Social, de la Universitat de Hannover i professora visitant de la Universitat d'Innsbruck.
S'ha especialitzat en l'ensenyament i la recerca dels estudis de gènere i les teories sociològiques, especialment de Pierre Bourdieu, el postestructuralisme, la postmodernitat, l'anàlisi del discurs, el constructivisme social, la fenomenologia, la sociologia de el cos, els estudis culturals i els conceptes de socialització subjecte/mares /pares.

## El cos com una producció cultural i símbol d'estatus
Ha treballat en l'àrea de pertinença a un dels dos gèneres, home i dona, amb el tractament dels processos de construcció pràctica del cos: el subjecte contingut en un sentit social, no és per les dones o els homes per se, sinó sobretot pel fet que siguin reconeguts per altres com a dona o home en les accions quotidianes.

## Obra publicada
- Soziologie des Geschlechts. Einsichten: Themen der Soziologie/Soziologische Themen. Ed. Transcript Verlag, 2013, 150 pp. ISBN 3-8376-1842-0, ISBN 978-3-8376-1842-6
- Sexy Bodies. Eine soziologische Reise durch den Geschlechtskörper, VS publicat per Sozialwissenschaften, Wiesbaden 4a ed. 2011, 322 pàg. ISBN 3-531-14481-2 ISBN 978-3-531-93415-0 en línia
- Judith Butler. Einführung, Campus. Frankfurt am Main / New York 2003, 162 pàg. ISBN 3-593-37187-1. ISBN 978-3-593-37187-0 en línia
- amb Lutz Hieber: Images von Gewicht. Soziale Bewegungen, Queer Theory und Kunst in den USA, Transcripció. Bielefeld 2007, 260 pàg. ISBN 3-89942-504-9. ISBN 978-3-89942-504-8 en línia
- (ed.) Schön normal. Manipulationen des Körpers als Technologien des Selbst, transcripció, Bielefeld 2008, 282 pàg. ISBN 978-3-89942-889-6
- amb Barbara Thiessen (eds.) Mütter/ Väter. Elternschaft zwischen Medien und Praxen. Ed. Westfälisches Dampfboot, Münster 2009
- amb Julia Reuter (eds.) Postkoloniale Soziologie. Empirische Befunde, theoretische Anschlüsse, Politische Artikulationen , transcripció, Bielefeld 2010, 338 pàg. ISBN 978-3-89942-906-0
- amb Stephan Moebius, Barbara Thiessen (eds.) Soziologie der Geburt. Diskurse, Praktiken, Perspektiven, Campus, Frankfurt am Main 2011, ISBN 978-3-593-39525-8